# Континуитет
Континуитет е теория в международното право за непрекъснатост на държавата като субект на международното право и непрекъснатост на международните държавни задължения.
В това се състои отличието от понятието „правоприемственост на държави“, когато дадена държава поема международни права и задължения на друга, регламентирано от Виенската конвенция за правоприемствеността на държавите по отношение на договорите (на английски: Vienna Convention on Succession of States in respect of Treaties). Принципът на континуитета сработва в случай на коренни политически изменения в държавата — смяна на държавния режим или разпадане на държава.
Руската федерация се отнася към съвременните държави-продължители. Тя е продължител не само на териториалните и имуществени права на РСФСР, но и на Съветския съюз. Русия изпълнява задължения по сключените по-рано от СССР двустранни и многостранни договори. Тя става постоянен член на Съвета за сигурност на ООН, притежател на съветското оръжие за масово унищожение, всички имоти и цялото имущество и дългове на СССР зад граница.